# Chesterville (Quebec)
Chesterville es un municipio canadiense situado en la provincia de Quebec.

## Superficie
Chesterville tiene una superficie de 116,72 km².

## Demografía
En 2021, tenía 877 habitantes, una densidad poblacional de 7,5 hab./km², y 422 viviendas.